# Suo Gân
Suo Gân (sɨɔ ɡɑːn) es una canción de cuna tradicional galesa de un autor anónimo. Suo Gân significa literalmente canción de cuna en este idioma («suo» = adormecer, «cân» = canción).
Se registró por primera vez en letra impresa alrededor de 1800 y la letra fue recogida por el folklorista galés Robert Bryan (1858-1920).
La canción aparece tres veces en la banda sonora de la película El imperio del sol (1987) de Steven Spielberg, donde fue interpretada por el niño James Rainbird y el Ambrosian Junior Choir dirigido por John Williams. También aparece, instrumentalmente, en el comienzo de la película Dutch (1991).

## Letra
Galés

Huna blentyn ar fy mynwes,

Clyd a chynnes ydyw hon;

Breichiau mam sy'n dynn amdanat,

Cariad mam sy dan fy mron;

Ni chaiff dim amharu'th gyntun,

Ni wna undyn â thi gam;

Huna'n dawel, annwyl blentyn,

Huna'n fwyn ar fron dy fam.

Huna'n dawel, heno, huna,

Huna'n fwyn, y tlws ei lun;

Pam yr wyt yn awr yn gwenu,

Gwenu'n dirion yn dy hun?

Ai angylion fry sy'n gwenu,

Arnat ti yn gwenu'n llon,

Tithau'n gwenu'n ôl dan huno,

Huno'n dawel ar fy mron?

Paid ag ofni, dim ond deilen

Gura, gura ar y ddôr;

Paid ag ofni, ton fach unig

Sua, sua ar lan y môr;

Huna blentyn, nid oes yma

Ddim i roddi iti fraw;

Gwena'n dawel yn fy mynwes.

Ar yr engyl gwynion draw.
Traducción poética

Duerme, querido, en mi pecho,

El daño nunca te llegará.

Los brazos de tu madre te envuelven con seguridad,

El corazón de tu madre es siempre fiel.

Mientras duermes no hay nada que te asuste,

Nada que te despierte de tu descanso.

Cierra esos párpados, angelito,

Duerme sobre el pecho de tu madre.

Duerme, querido, la noche está cayendo

Descansa en un sueño sano y profundo,

Quisiera saber por qué sonríes,

sonriendo dulcemente mientras duermes.

¿Ves a los ángeles sonreír.

Al ver tu rosado descanso,

Así que debes sonreír una respuesta.

Mientras duermes en mi pecho?

No te asustes, es el follaje

golpeando, golpeando la puerta,

No te asustes, es una ola suave

deslizandose, por la orilla.

Duerme, duerme, nada puede hacerte daño,

Nada te hará daño ni te asustará,

Duerme, querido, sonriendo dulcemente.

A esos ángeles vestidos de blanco.

## Estructura musical
Se trata de una canción tradicional, con una separación no neta entre estrofas y estribillo.
Utiliza la clásica progresión de acordes I-IV-V.